# Uroxys frankenbergeri
Uroxys frankenbergeri är en skalbaggsart som beskrevs av Vladimir Balthasar 1940. Uroxys frankenbergeri ingår i släktet Uroxys och familjen bladhorningar. Inga underarter finns listade i Catalogue of Life.